# Anomala djampeana
Anomala djampeana är en skalbaggsart som beskrevs av Ohaus 1915. Anomala djampeana ingår i släktet Anomala och familjen Rutelidae. Inga underarter finns listade i Catalogue of Life.